# Wincenty (Krdžić)
Wincenty, imię świeckie Vasilije Krdžić (ur. 30 stycznia 1853 w Ušću, zm. 1915) – serbski biskup prawosławny.

## Życiorys
Wykształcenie podstawowe uzyskał w monasterze Studenica, następnie podjął naukę w seminarium duchownym w Belgradzie. 16 września 1873 złożył wieczyste śluby mnisze w klasztorze Studenica. 16 grudnia tego samego roku biskup žicki Wincenty wyświęcił go na hierodiakona i wyznaczył go na diakona towarzyszącego mu stale w czasie Świętych Liturgii biskupich. 8 września 1875 hierodiakon Wincenty przyjął święcenia kapłańskie i kolejne dziesięć lat przeżył w monasterze Studenica. W 1890 mianowano go przełożonym monasteru Trójcy Świętej i Spotkania Pańskiego w Ovčarze. Od 1887 posiadał godność igumena, zaś po czterech latach kierowania klasztorem w Ovčarze otrzymał godność archimandryty.
W 1900 został skierowany do monasteru Chilandar, gdzie przez piętnaście lat pełnił funkcję spowiednika wspólnoty. W 1905 otrzymał nominację biskupią, po czym został wyświęcony na ordynariusza eparchii skopskiej. W 1915, po wkroczeniu wojsk bułgarskich do Macedonii, został porwany i zamordowany razem z towarzyszącym mu diakonem.